# Ratnechaur
Ratnechaur (en népalais : रत्नेचौर) est un comité de développement villageois du Népal situé dans le district de Myagdi. Au recensement de 2011, il comptait 2 333 habitants.